# Gistel
|  | Si cerqueu altres usos, vegeu Johannes von Nepomuk Franz Xaver Gistel. |

Gistel és un municipi belga de la província de Flandes Occidental a la regió de Flandes.

## Seccions
| #   | Nom        | Extensió (km²) | Població (01/01/2006) |
| --- | ---------- | -------------- | --------------------- |
| I   | Gistel     | 16,88          | 8.135                 |
| II  | Moere      | 9,84           | 1.199                 |
| III | Zevekote   | 6,91           | 563                   |
| IV  | Snaaskerke | 8,62           | 1.274                 |

Font: Ciutat de Gistel

## Evolució demogràfica
- Font:NIS
- 1971: annexió de Moere i Zevekote (+16,75 km² i 1.722 habitants)
- 1977: annexió de Snaaskerke i part de Westkerke (+9,49 km² i 1.036 habitants)

## Situació

Mapa de Gistel

| - a. Oudenburg - b. Westkerke (Oudenburg) - c. Eernegem (Ichtegem) - d. Koekelare (Koekelare) - e. Zande (Koekelare) - f. Sint-Pieters-Kapelle (Middelkerke) - g. Slijpe (Middelkerke) - h. Leffinge (Middelkerke) - i. Stene (Oostende) - j. Zandvoorde (Oostende) |

## Agermanaments
- Büdingen